# Kasabian
Kasabian ist eine britische Rockband aus Leicester, bestehend aus Sergio Pizzorno, Chris Edwards und Ian Matthews.

## Geschichte
Die Bandmitglieder stammen aus der Umgebung Leicesters und trafen sich an den dortigen Schulen. 1997 gründet Tom Meighan zusammen mit Sergio Pizzorno und Chris Edwards die Band Saracuse. Später gesellte sich dann noch Gitarrist Christopher Karloff nach einem Pub-Besuch zur Band. 
Nach ersten Auftritten und Bekanntwerden der Band ändern sie ihren Namen in Kasabian um, nachdem der Gitarrist Karloff ein Buch über den Massenmörder Charles Manson gelesen hatte. Es ist der Nachname jener Frau, die den Fluchtwagen bei den Tate-Morden fuhr: Linda Kasabian. 
Ihr erstes Demotape, das sie mit Scott Gilbert produziert hatten, hielten Kasabian am 24. Dezember 1999 in Händen.
2004 erschien ihr selbstbetiteltes Debüt, das von den Kritikern positiv aufgenommen wurde. Um nicht gestört zu werden, lebte die Band während der Aufnahmen in einem entlegenen Farmerhaus. Die ersten beiden Singleauskopplungen waren Processed Beats und Reason Is Treason, erst jedoch mit ihrer dritten Single Club Foot gelang Kasabian der Durchbruch in den Single-Charts. Club Foot befriedigte sowohl musikkritische als auch kommerzielle Bedürfnisse und fand einen Stammplatz in der Live-Setlist der Band.
Im Sommer 2005 erschien das Livealbum Live from Brixton, welches die Band ausschließlich über Download-Shops vertrieb. Anfang 2006 verließ Chris Karloff auf Grund musikalischer Differenzen die Band und wurde durch den Live-Gitarristen Jay Mehler ersetzt. Am Entstehen des zweiten Albums Empire, welches im September 2006 erschien, war er nicht mehr beteiligt. Vorbote dafür war die gleichnamige Single.
Als Vorgruppe für die Rolling Stones traten Kasabian im August 2006 in Zürich und Nizza auf. Am 13. August 2008 spielten Kasabian im Vorprogramm des Muse-Konzerts in Dublin. Am 29. August 2009 spielten sie live bei Rock am See und präsentierten unter anderem ihr drittes Album West Ryder Pauper Lunatic Asylum. Im August 2010 traten sie als Vorgruppe bei drei U2-Konzerten im Rahmen der 360°-Tour auf: In Turin am 6. August 2010, in Frankfurt/Main am 10. August 2010 und in Hannover am 12. August 2010.
Anfang 2013 verließ Jay Mehler die Band, um Beady Eye beizutreten. Er wurde durch Tim Carter ersetzt.
Am 6. Juli 2020 verkündete die Band über soziale Netzwerke, dass Sänger Tom Meighan aus persönlichen Gründen aussteigt.

## Musikstil

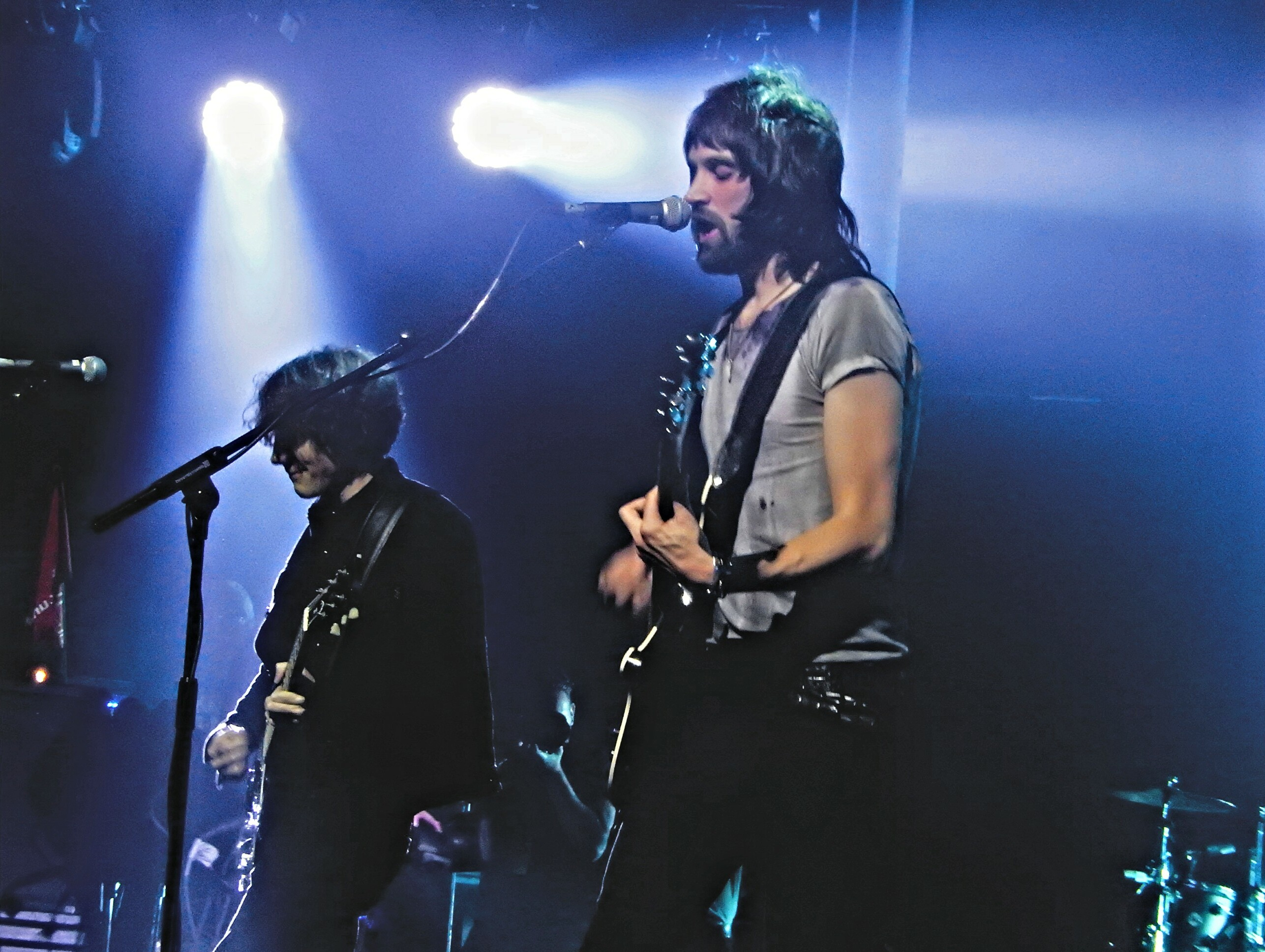
Kasabian, 2014

Ihre Einflüsse sind weitreichend, von den Rolling Stones über die Doors und Beatles hin zu Motown, Hip-Hop, Krautrock, dem Ravesound der späten 1980er und frühen 1990er Jahre und Britpop.

## Soundtrack
Kasabian lieferten Ende 2005 mit ihrer Single Club Foot einen Titel des Soundtracks zum Kinofilm Goal – Lebe deinen Traum, zum Kinofilm Doomsday – Tag der Rache (2008, mit Rhona Mitra, Bob Hoskins), zum Kinofilm The Guardian (2006, mit Kevin Costner, Ashton Kutcher), sowie zum Kinofilm A.C.A.B. – All Cops Are Bastards (2012, von Stefano Sollima), die Titelmusik zur MTV-Sendung MTV Goal! sowie für die Fußballspiele Pro Evolution Soccer 5 von Konami und FIFA 13 von EA Sports. Außerdem gab es das Lied in den drei Rennspielen WRC Rally Evolved, Midnight Club 3 und Juiced sowie in dem Sprayer-Game Marc Eckō’s Getting Up: Contents Under Pressure. Club Foot ist ebenfalls in den Videospielen Tony Hawk’s Project 8 und Alan Wake’s American Nightmare zu finden.
Ihr Titel Reason Is Treason stellt, in einer Remix-Version, die Intro-Musik des Spiels Gran Turismo 4 dar, während die Originalversion des Songs in dem Film Lara Croft: Tomb Raider – Die Wiege des Lebens in einer der ersten Szenen vom DJ einer Hochzeitsgesellschaft eingespielt wird.
Der Song L.S.F. ist Teil des Soundtracks des Computerspiels FIFA 2004. Fast Fuse ist im Soundtrack von FIFA 09 vertreten. Fire ist im Formel-1-Rennspiel F1 2010 als Hintergrundmusik eingefügt.
Des Weiteren lieferte Kasabian mit ihrem Song Underdog den Titelsong zum Film Takers. Er ist auch in Werbespots für BRAVIA und Captain Morgan zu hören. Zudem ist er Teil der Soundtracks der Rennspiele Asphalt 8: Airborne und Need for Speed: Shift.
Die Folge Spellbound in der sechsten Staffel von CSI: Den Tätern auf der Spur wird von ihrem Song Cutt Off eröffnet. Zudem war ihre Single Days Are Forgotten der offizielle Soundtrack zum WWE-PPV Tables, Ladders and Chairs 2011. Der Song ist außerdem im Soundtrack von FIFA 13 zu finden.
Die Schlusssequenzen der sechsten Episode der zweiten Staffel der Fernsehserie 4400 – Die Rückkehrer sind mit dem Lied Running Battle unterlegt.
Ihre Single Stevie ist im Soundtrack des Fußballspiels FIFA 15 zu finden. Zwei Jahre später schaffte es Comeback Kid in FIFA 17.

## Diskografie

### Alben
| Jahr | Titel                            | Höchstplatzierung, Gesamtwochen, AuszeichnungChartplatzierungen (Jahr, Titel, Platzierungen, Wochen, Auszeichnungen, Anmerkungen) | Höchstplatzierung, Gesamtwochen, AuszeichnungChartplatzierungen (Jahr, Titel, Platzierungen, Wochen, Auszeichnungen, Anmerkungen) | Höchstplatzierung, Gesamtwochen, AuszeichnungChartplatzierungen (Jahr, Titel, Platzierungen, Wochen, Auszeichnungen, Anmerkungen) | Höchstplatzierung, Gesamtwochen, AuszeichnungChartplatzierungen (Jahr, Titel, Platzierungen, Wochen, Auszeichnungen, Anmerkungen) | Höchstplatzierung, Gesamtwochen, AuszeichnungChartplatzierungen (Jahr, Titel, Platzierungen, Wochen, Auszeichnungen, Anmerkungen) | Anmerkungen                                     |
| Jahr | Titel                            | DE | AT | CH | UK | US | Anmerkungen                                     |
| ---- | -------------------------------- | --- | --- | --- | --- | --- | ----------------------------------------------- |
| 2004 | Kasabian                         | — | — | — | UK4 ×3Dreifachplatin · (98 Wo.)UK                                                                                                 | US94 (2 Wo.)US | Erstveröffentlichung: 6. September 2004         |
| 2006 | Empire                           | DE68 (1 Wo.)DE | AT64 (1 Wo.)AT | CH47 (2 Wo.)CH | UK1 ×2Doppelplatin · (55 Wo.)UK                                                                                                   | US114 (1 Wo.)US | Erstveröffentlichung: 28. August 2006           |
| 2009 | West Ryder Pauper Lunatic Asylum | DE53 (2 Wo.)DE | AT56 (3 Wo.)AT | CH27 (3 Wo.)CH | UK1 ×3Dreifachplatin · (71 Wo.)UK                                                                                                 | US126 (1 Wo.)US | Erstveröffentlichung: 5. Juni 2009              |
| 2010 | The Albums                       | — | — | — | UK22 Silber · (7 Wo.)UK | — | Erstveröffentlichung: 14. Juni 2010 Kompilation |
| 2011 | Velociraptor!                    | DE22 (2 Wo.)DE | AT17 (2 Wo.)AT | CH10 (5 Wo.)CH | UK1 ×2Doppelplatin · (35 Wo.)UK                                                                                                   | — | Erstveröffentlichung: 16. September 2011        |
| 2014 | 48:13                            | DE26 (3 Wo.)DE | AT22 (2 Wo.)AT | CH11 (6 Wo.)CH | UK1 Platin · (37 Wo.)UK | — | Erstveröffentlichung: 6. Juni 2014              |
| 2017 | For Crying Out Loud              | DE27 (1 Wo.)DE | AT20 (2 Wo.)AT | CH12 (2 Wo.)CH | UK1 Gold · (29 Wo.)UK | — | Erstveröffentlichung: 5. Mai 2017               |
| 2022 | The Alchemist’s Euphoria         | DE63 (1 Wo.)DE | — | CH26 (1 Wo.)CH | UK1 (2 Wo.)UK | — | Erstveröffentlichung: 5. August 2022            |
| 2024 | Happenings                       | — | — | CH90 (1 Wo.)CH | UK1 (2 Wo.)UK | — | Erstveröffentlichung: 5. Juli 2024              |

### Livealben
| Jahr | Titel                     | Anmerkungen                         |
| ---- | ------------------------- | ----------------------------------- |
| 2005 | Live from Brixton Academy | Erstveröffentlichung: 4. Juli 2005  |
| 2012 | Live!                     | Erstveröffentlichung: 25. Juli 2012 |

### EPs
| Jahr | Titel                            | Anmerkungen                           |
| ---- | -------------------------------- | ------------------------------------- |
| 2007 | iTunes Live: London Festival ’07 | Erstveröffentlichung: 6. August 2007  |
| 2007 | Fast Fuse                        | Erstveröffentlichung: 2. Oktober 2007 |
| 2009 | West Ryder                       | Erstveröffentlichung: 18. Mai 2009    |
| 2009 | iTunes Live: London Festival ’09 | Erstveröffentlichung: 27. Juli 2009   |
| 2011 | iTunes Festival: London 2011     | Erstveröffentlichung: 26. Juli 2011   |

### Singles
| Jahr | Titel Album                                                 | Höchstplatzierung, Gesamtwochen, AuszeichnungChartplatzierungen (Jahr, Titel, Album, Platzierungen, Wochen, Auszeichnungen, Anmerkungen) | Höchstplatzierung, Gesamtwochen, AuszeichnungChartplatzierungen (Jahr, Titel, Album, Platzierungen, Wochen, Auszeichnungen, Anmerkungen) | Höchstplatzierung, Gesamtwochen, AuszeichnungChartplatzierungen (Jahr, Titel, Album, Platzierungen, Wochen, Auszeichnungen, Anmerkungen) | Höchstplatzierung, Gesamtwochen, AuszeichnungChartplatzierungen (Jahr, Titel, Album, Platzierungen, Wochen, Auszeichnungen, Anmerkungen) | Höchstplatzierung, Gesamtwochen, AuszeichnungChartplatzierungen (Jahr, Titel, Album, Platzierungen, Wochen, Auszeichnungen, Anmerkungen) | Anmerkungen                              |
| Jahr | Titel Album                                                 | DE | AT | CH | UK | US | Anmerkungen                              |
| ---- | ----------------------------------------------------------- | --- | --- | --- | --- | --- | ---------------------------------------- |
| 2004 | Club Foot Kasabian                                          | — | — | — | UK19 Platin · (12 Wo.)UK | — | Erstveröffentlichung: 10. Mai 2004       |
| 2004 | L.S.F. (Lost Souls Forever) Kasabian                        | — | — | — | UK10 Gold · (7 Wo.)UK | — | Erstveröffentlichung: 9. August 2004     |
| 2004 | Processed Beats Kasabian                                    | — | — | — | UK17 (9 Wo.)UK | — | Erstveröffentlichung: 18. September 2004 |
| 2005 | Cutt Off Kasabian                                           | — | — | — | UK8 (7 Wo.)UK | — | Erstveröffentlichung: 3. Januar 2005     |
| 2006 | Empire                                                      | — | — | — | UK9 Silber · (20 Wo.)UK | — | Erstveröffentlichung: 24. Juli 2006      |
| 2006 | Shoot the Runner Empire                                     | — | — | — | UK17 Gold · (10 Wo.)UK | — | Erstveröffentlichung: 6. November 2006   |
| 2007 | Me Plus One Empire                                          | — | — | — | UK22 (2 Wo.)UK | — | Erstveröffentlichung: 29. Januar 2007    |
| 2009 | Fire West Ryder Pauper Lunatic Asylum                       | — | — | — | UK3 ×2Doppelplatin · (34 Wo.)UK | — | Erstveröffentlichung: 1. Juni 2009       |
| 2009 | Where Did All the Love Go? West Ryder Pauper Lunatic Asylum | — | — | — | UK30 Silber · (5 Wo.)UK | — | Erstveröffentlichung: 17. August 2009    |
| 2009 | Underdog West Ryder Pauper Lunatic Asylum                   | — | AT45 (3 Wo.)AT | — | UK32 Platin · (13 Wo.)UK | — | Erstveröffentlichung: 26. Oktober 2009   |
| 2011 | Days Are Forgotten Velociraptor!                            | — | — | — | UK28 (5 Wo.)UK | — | Erstveröffentlichung: 12. August 2011    |
| 2011 | Re-Wired Velociraptor!                                      | — | — | — | UK96 Silber · (2 Wo.)UK | — | Erstveröffentlichung: 20. Oktober 2011   |
| 2012 | Goodbye Kiss Velociraptor!                                  | — | — | — | UK76 (3 Wo.)UK | — | Erstveröffentlichung: 20. Februar 2012   |
| 2014 | Eez-eh 48:13                                                | — | — | — | UK22 Silber · (7 Wo.)UK | — | Erstveröffentlichung: 29. April 2014     |
| 2014 | Explodes 48:13                                              | — | — | — | UK52 (2 Wo.)UK | — | Erstveröffentlichung: April 2014         |
| 2017 | You’re in Love with a Psycho For Crying Out Loud            | — | — | — | UK62 Platin · (5 Wo.)UK | — | Erstveröffentlichung: 17. März 2017      |

Weitere Singles
- 2004: Reason Is Treason
- 2009: Vlad the Impaler
- 2012: Man of Simple Pleasures
- 2014: Bumblebeee
- 2014: Stevie
- 2017: Bless This Acid House
- 2017: Ill Ray (The King) (UK: Silber)

## Auszeichnungen für Musikverkäufe
| Goldene Schallplatte - Australien - 2010: für das Album West Ryder Pauper Lunatic Asylum - 2011: für das Album Empire - 2017: für die Single Fire - Italien - 2013: für das Album Velociraptor! - Japan - 2006: für das Album Kasabian - Polen - 2012: für das Album Velociraptor! | Platin-Schallplatte - Irland - 2006: für das Album Empire - 2009: für das Album West Ryder Pauper Lunatic Asylum - Italien - 2012: für die Single Goodbye Kiss |

Anmerkung: Auszeichnungen in Ländern aus den Charttabellen bzw. Chartboxen sind in ebendiesen zu finden.
| Land/RegionAuszeichnungen für Musikverkäufe (Land/Region, Auszeichnungen, Verkäufe, Quellen) | Silber     | Gold     | Platin       | Verkäufe  | Quellen        |
| -------------------------------------------------------------------------------------------- | ---------- | -------- | ------------ | --------- | -------------- |
| Australien (ARIA)                                                                            | —          | 3× Gold3 | —            | 105.000   | aria.com.au    |
| Irland (IRMA)                                                                                | —          | —        | 2× Platin2   | 30.000    | irishcharts.ie |
| Italien (FIMI)                                                                               | —          | Gold1    | Platin1      | 80.000    | fimi.it        |
| Japan (RIAJ)                                                                                 | —          | Gold1    | —            | 100.000   | riaj.or.jp     |
| Polen (ZPAV)                                                                                 | —          | Gold1    | —            | 25.000    | olis.pl        |
| Vereinigtes Königreich (BPI)                                                                 | 6× Silber6 | 3× Gold3 | 16× Platin16 | 8.260.000 | bpi.co.uk      |
| Insgesamt                                                                                    | 6× Silber6 | 9× Gold9 | 19× Platin19 |           |                |

## Auszeichnungen
- Brit Awards
  - 2010: in der Kategorie „Best British Group“